# Heodes deinareton
Heodes deinareton är en fjärilsart som beskrevs av Hans Fruhstorfer 1930. Heodes deinareton ingår i släktet Heodes och familjen juvelvingar. Inga underarter finns listade i Catalogue of Life.